# Ала-уд-дін Масуд-шах
Ала-уд-дін Масуд-шах (*д/н —1246) — 7-й володар Делійського султанату у 1242–1246 роках.

## Життєпис
Був сином Рукн ад-дін Фіруз-шаха, другого сина султана Ілтутмиша. Після смерті батька у 1236 році не брав участі у політичних інтригах. У 1242 році після вбивства султана Бахрама найвпливовіші еміри «Спілки Сорока» оголосили султаном Масуд-шаха.
Втім засилля тюркської знаті, фактично номінальна влада султана, постійні інтриги призвели до ослаблення держави: Туграл туган-хан став фактичним правителем біхара й Бенгалії, Кабір-хан Айяз — Мултана, його син Абу-Бакр — Уча. У 1245 році Мултан було захоплено Сайф-цд-діном Карлугом. Верхній Пенджаб було спустошено монголами, а потім захоплено гаккарами.
У 1246 році монголи на чолі із Мангутахом захопили Мултан й взяли в облогу Уч, проте султанська армія зуміла відтіснити їх з Пенджабу. також відновлено султанську владу в Сінді. Проте слабкість султана Масуд-шаха, його нездатність протидіяти зовнішній загрозі, посилення впливу еміра Балбана призвели до заколоту, в результаті якого султана було вбито. Новим султаном еміри зробили двоюрідного брата покійного — Насир-уд-дін Махмуда.